# چسانو بوسکونه
چسانو بوسکونه (به ایتالیایی: Cesano Boscone) یک کومونه در ایتالیا است که در استان میلان واقع شده‌است.

## خصوصیات
چسانو بوسکونه ۳٫۹۴ کیلومترمربع مساحت و ۲۳٬۵۶۸ نفر جمعیت دارد و ۱۱۹ متر بالاتر از سطح دریا واقع شده‌است.